# Raleigh (Illinois)
Raleigh es una villa ubicada en el condado de Saline en el estado estadounidense de Illinois. En el Censo de 2010 tenía una población de 350 habitantes y una densidad poblacional de 68,28 personas por km².

## Geografía
Raleigh se encuentra ubicada en las coordenadas 37°49′28″N 88°31′52″O / 37.82444, -88.53111. Según la Oficina del Censo de los Estados Unidos, Raleigh tiene una superficie total de 5.13 km², de la cual 5.12 km² corresponden a tierra firme y (0.15%) 0.01 km² es agua.

## Demografía
Según el censo de 2010, había 350 personas residiendo en Raleigh. La densidad de población era de 68,28 hab./km². De los 350 habitantes, Raleigh estaba compuesto por el 99.14% blancos, el 0% eran afroamericanos, el 0.57% eran amerindios, el 0% eran asiáticos, el 0% eran isleños del Pacífico, el 0.29% eran de otras razas y el 0% pertenecían a dos o más razas. Del total de la población el 0.57% eran hispanos o latinos de cualquier raza.